# جاكوب إي. بانغ
جاكوب إي. بانغ (بالدنماركية: Jacob E. Bang)‏ هو مصمم ومهندس معماري دنماركي، ولد في 19 ديسمبر 1899 في فريدريكسبرغ في الدنمارك، وتوفي في 16 مارس 1965 في Kongens Lyngby ‏ في الدنمارك.